# Chromogranina A
Chromogranina A – należy do rodziny granin – neuroendokrynnych białek wydzielniczych. Wykrywana jest w pęcherzykach wydzielniczych neuronów oraz komórkach endokrynnych. U ludzi, chromogranina A jest kodowana przez gen CHGA. 

## Rozkład w tkankach
Przykładami komórek produkującymi chromograninę A są komórki chromochłonne rdzenia nadnerczy, przyzwojaka oraz komórki β trzustki.

## Funkcja
Chromogranina A jest prekursorem aktywnych biologicznie peptydów: wazostatyny, pankreostatyny, katestatyny i parastatyny.  Peptydy te hamują wydzielanie przez komórki neuroendokrynne hormonów działających autokrynnie i parakrynnie. Funkcje innych peptydów (chromostatyny, WE-14, GE25) pochodzących z chromograniny A są nieznane.
Chromogranina A może promować powstawanie pęcherzyków wydzielniczych.

## Znaczenie kliniczne

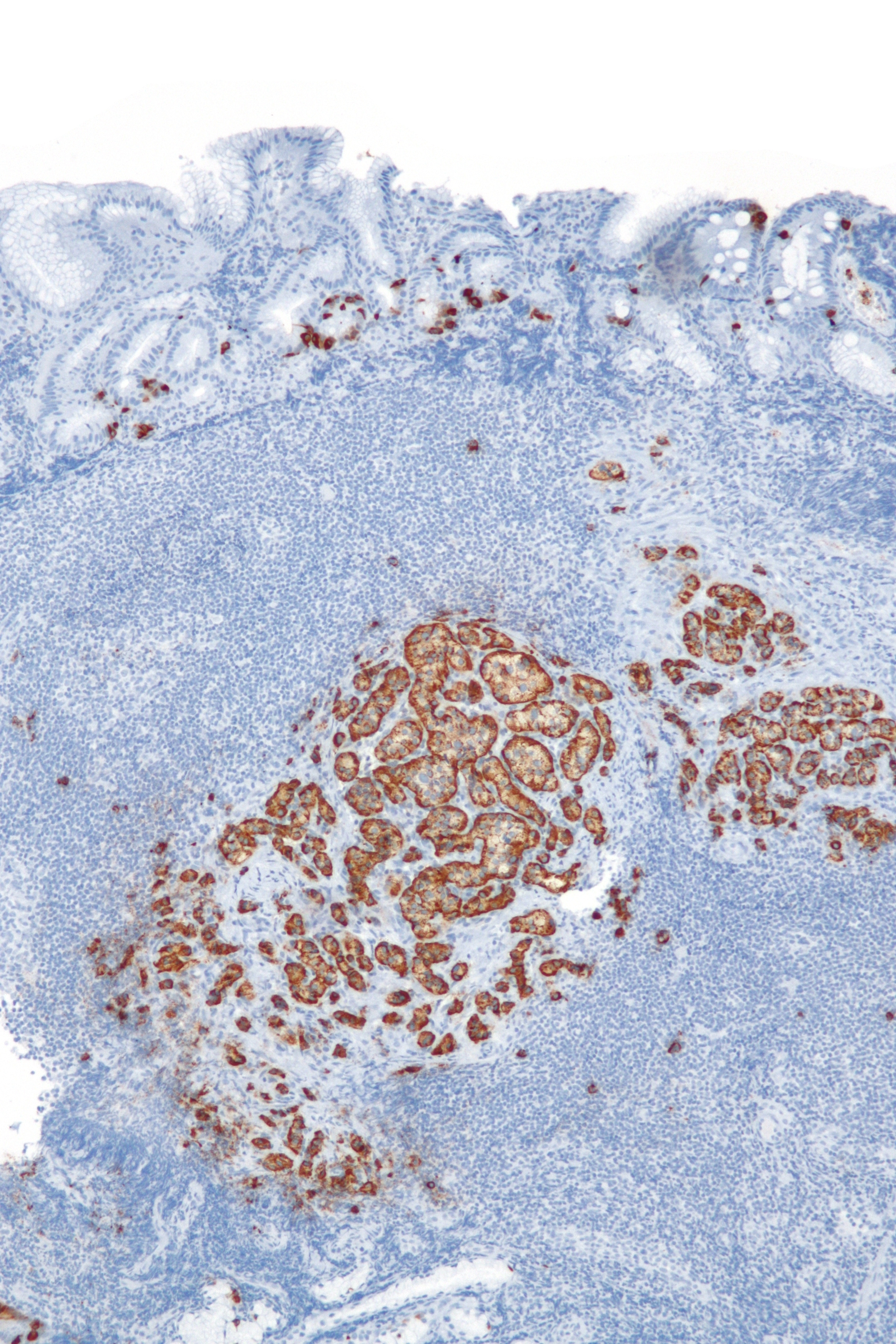
Preparat mikroskopowy z przyzwojaka – badanie immunohistochemiczne wykrywające chromograninę A

Stężenie chromograniny A jest podwyższone u pacjentów z guzem chromochłonnym (łac. pheochromocytoma).
Jest również  markerem używanym w raku trzustki, prostaty i w rakowiaku. U dzieci jest czuły testem umożliwiającym zdiagnozowanie neuroblastomy. Może odgrywać rolę w początkowej progresji guza. Jej poziom jest również podwyższony u chorych na cukrzycę. Oznaczenie chromograniny A może być używane w badaniach immunohistochemicznych w celu określenia stadium zaawansowania nowotworów neuroendokrynnych. Jest to wskaźnik o wysokiej czułości zarówno dla zmian łagodnych jak i złośliwych. Ponadto podwyższone stężenie tego związku jest znamienne dla zaburzonej funkcji nerek, niewydolności wątroby oraz mięśnia sercowego.